# Степанова, Любовь Александровна
Любо́вь Алекса́ндровна Степа́нова (19 ноября 1966, село Мраково, Гафурийский район БАССР, СССР) — Заслуженный тренер России (2007) по скалолазанию.

## Карьера
Любовь Александровна Степанова работает тренером с 1 апреля 1999 года; с 1 апреля по 1 декабря 1999 года в Детско—юношеской спортивной школе № 12 г. Уфы, с 1 декабря 1999 года по настоящее время — в Специализированной детско—юношеской спортивной школе олимпийского резерва № 11 г. Уфы.

### Лучшие воспитанники
- Евгений Вайцеховский — Мастер спорта России международного класса, чемпион мира (2005), чемпион Европы (2006, 2008).
- Александр Степанов — Мастер спорта России, победитель юношеского первенства мира (2005).
- Руслан Файзуллин — Мастер спорта России, двукратный победитель юношеского первенства мира (2011, 2012).
- Данил Закиров — Кандидат в Мастера спорта России, серебряный призёр юношеского первенства мира (2012).
- Дарья Кан — Кандидат в Мастера спорта России, победитель юношеского первенства мира (2013), бронзовый призёр юношеского первенства Европы (2013).
- Наталия Степанова — Мастер спорта России, победитель всероссийских юношеских соревнований, участница юношеских первенств мира (2008) и (2009).
- Максим Кузнецов — Мастер спорта России, победитель всероссийских молодёжных соревнований, участник молодёжного чемпионата мира (2009).
- Юлия Айсина — Мастер спорта России.
- Ирина Соболь — Мастер спорта России.
- Александр Якубовский — Кандидат в Мастера спорта России, победитель всероссийских юношеских соревнований, участник юношеских первенств мира (2004) и (2005).
- Алина Измайлова — Кандидат в Мастера спорта России, призёр всероссийских юношеских соревнований, участница юношеского первенства мира (2007).
- Маргарита Измайлова — Кандидат в Мастера спорта России, призёр всероссийских юношеских соревнований, участница юношеского первенства мира (2009).
- Михаил Абрамов — Кандидат в Мастера спорта России, победитель юношеского первенства России (2004).
- Арсений Курунов — Кандидат в Мастера спорта России, призёр всероссийских юношеских соревнований.

## Общественная деятельность
С 2006 года Любовь Степанова — член Тренерского Совета Федерации скалолазания России и Комиссии по организации и проведению соревнований и спортивных мероприятий Федерации скалолазания России.

## Награды и звания
- 2009 г. — Почётная грамота Министерства образования республики Башкортостан

## Семья
- 1989 г. — вышла замуж за Степанова Сергея Александровича
- 1990 г. — родился сын Александр
- 1993 г. — родилась дочь Наталия